# Puchar Zdobywców Pucharów w piłce siatkowej (1977/1978)
Puchar Europy Zdobywców Pucharów siatkarzy 1977/1978 – 6. sezon Puchar Europy Zdobywców Pucharów rozgrywanego od 1972 roku, organizowanego przez Europejską Konfederację Piłki Siatkowej (CEV) w ramach europejskich pucharów dla męskich klubowych zespołów siatkarskich "starego kontynentu".

## Drużyny uczestniczące
| Państwo        | Drużyna                     |
| -------------- | --------------------------- |
| Austria        | Sokol Wiedeń                |
| Belgia         | Ibis Kortrijk               |
| Czechosłowacja | Ruda Hvezda Praga           |
| Dania          | KFUM Helsingor              |
| Francja        | Montpellier UC              |
| Grecja         | Olympiakos Pireus           |
| Hiszpania      | San Cugat Barcelona         |
| Holandia       | Delta Lloyd AMVJ Amstelveen |
| Izrael         | Hapoel Tel Awiw             |
| Jugosławia     | Vojvodina Nowy Sad          |
| Luksemburg     | VC Bonnevoie                |
| Norwegia       | KFUM Volda                  |
| Polska         | AZS Olsztyn                 |
| Portugalia     | Leixoes Matosinhos          |
| NRD            | SC Lipsk                    |
| RFN            | USC Münster                 |
| Szwajcaria     | Bienne                      |
| Szwecja        | Tapper Göteborg             |
| Turcja         | Eczacıbaşı Stambuł          |
| Węgry          | Vasas SC                    |
| Włochy         | Paoletti Katania            |

## Runda wstępna
| Data | Drużyna 1                   | Wynik | Drużyna 2                   | Sety |
| ---- | --------------------------- | ----- | --------------------------- | ---- |
|      | Bienne                      |       | Tapper Göteborg             |      |
|      | Tapper Göteborg             |       | Bienne                      |      |
|      |                             |       |                             |      |
|      | Sokol Wiedeń                |       | KFUM Helsingor              |      |
|      | KFUM Helsingor              |       | Sokol Wiedeń                |      |
|      |                             |       |                             |      |
|      | VC Bonnevoie                | 0:3   | KFUM Volda                  |      |
|      | KFUM Volda                  | 2:3   | VC Bonnevoie                |      |
|      |                             |       |                             |      |
|      | San Cugat Barcelona         | 0:3   | Eczacıbaşı Stambuł          |      |
|      | Eczacıbaşı Stambuł          | 3:0   | San Cugat Barcelona         |      |
|      |                             |       |                             |      |
|      | Delta Lloyd AMVJ Amstelveen |       | Hapoel Tel Awiw             |      |
|      | Hapoel Tel Awiw             |       | Delta Lloyd AMVJ Amstelveen |      |

## 1/8 finału
| Data | Drużyna 1                   | Wynik | Drużyna 2                   | Sety |
| ---- | --------------------------- | ----- | --------------------------- | ---- |
|      | SC Lipsk                    | 3:0   | Olympiakos Pireus           |      |
|      | Olympiakos Pireus           | 3:2   | SC Lipsk                    |      |
|      |                             |       |                             |      |
|      | Ruda Hvezda Praga           | 3:0   | Ibis Courtre                |      |
|      | Ibis Courtre                | 1:3   | Ruda Hvezda Praga           |      |
|      |                             |       |                             |      |
|      | AZS Olsztyn                 | 3:0   | SMUC Montpellier            |      |
|      | SMUC Montpellier            | 2:3   | AZS Olsztyn                 |      |
|      |                             |       |                             |      |
|      | USC Münster                 | 3:0   | Leixoes Matosinhos          |      |
|      | Leixoes Matosinhos          |       | USC Münster                 |      |
|      |                             |       |                             |      |
|      | Paoletti Katania            | 3:0   | Vojvodina Nowy Sad          |      |
|      | Vojvodina Nowy Sad          | 3:1   | Paoletti Katania            |      |
|      |                             |       |                             |      |
|      | KFUM Helsingor              | 3:0   | KFUM Volda                  |      |
|      | KFUM Volda                  | 3:2   | KFUM Helsingor              |      |
|      |                             |       |                             |      |
|      | Eczacıbaşı Stambuł          | 3:0   | Vasas Budapeszt             |      |
|      | Vasas Budapeszt             | 2:3   | Eczacıbaşı Stambuł          |      |
|      |                             |       |                             |      |
|      | Delta Lloyd AMVJ Amstelveen | 3:0   | Tapper Göteborg             |      |
|      | Tapper Göteborg             |       | Delta Lloyd AMVJ Amstelveen |      |

## Ćwierćfinały
| Data | Drużyna 1                   | Wynik | Drużyna 2                   | Sety |
| ---- | --------------------------- | ----- | --------------------------- | ---- |
|      | SC Lipsk                    | 2:3   | Ruda Hvezda Praga           |      |
|      | Ruda Hvezda Praga           | 3:0   | SC Lipsk                    |      |
|      |                             |       |                             |      |
|      | AZS Olsztyn                 |       | USC Münster                 |      |
|      | USC Münster                 | 0:3   | AZS Olsztyn                 |      |
|      |                             |       |                             |      |
|      | Paoletti Katania            | 3:0   | KFUM Helsingor              |      |
|      | KFUM Helsingor              |       | Paoletti Katania            |      |
|      |                             |       |                             |      |
|      | Eczacıbaşı Stambuł          | 3:0   | Delta Lloyd AMVJ Amstelveen |      |
|      | Delta Lloyd AMVJ Amstelveen | 3:0   | Eczacıbaşı Stambuł          |      |

## Turniej finałowy
Assen
Wyniki
| Data  | Drużyna 1         | Wynik | Drużyna 2          | Sety                      |
| ----- | ----------------- | ----- | ------------------ | ------------------------- |
| 17.02 | Ruda Hvezda Praga | 3:0   | Eczacıbaşı Stambuł |                           |
| 17.02 | Paoletti Katania  | 3:1   | AZS Olsztyn        |                           |
|       |                   |       |                    |                           |
| 18.02 | Ruda Hvezda Praga | 3:1   | Paoletti Katania   |                           |
| 18.02 | AZS Olsztyn       | 3:1   | Eczacıbaşı Stambuł |                           |
|       |                   |       |                    |                           |
| 19.02 | Paoletti Katania  | 3:1   | Eczacıbaşı Stambuł | 15:12, 15:12, 14:!6, 15:5 |
| 19.02 | AZS Olsztyn       | 3:1   | Ruda Hvezda Praga  | 6:15, 15:11, 15:2, 15:3   |

Tabela
| Lp. | Drużyna            | Pkt | Mecze | Mecze | Mecze | Sety | Sety | Sety  |
| Lp. | Drużyna            | Pkt | M     | W     | P     | wyg. | prz. | ratio |
| --- | ------------------ | --- | ----- | ----- | ----- | ---- | ---- | ----- |
| 1   | Ruda Hvezda Praga  | 5   | 3     | 2     | 1     | 7    | 4    | 1.750 |
| 2   | AZS Olsztyn        | 5   | 3     | 2     | 1     | 7    | 5    | 1.400 |
| 3   | Paoletti Katania   | 5   | 3     | 2     | 1     | 7    | 5    | 1.400 |
| 4   | Eczacıbaşı Stambuł | 3   | 3     | 0     | 3     | 2    | 9    | 0.222 |

Źródło: 
Zasady ustalania kolejności: 1. liczba zdobytych punktów; 2. wyższy stosunek setów; 3. wyższy stosunek małych punktów.
Punktacja: zwycięstwo – 2 pkt; porażka – 1 pkt

## Klasyfikacja końcowa
| Miejsce | Drużyna            |
| ------- | ------------------ |
| złoto   | Ruda Hvezda Praga  |
| srebro  | AZS Olsztyn        |
| brąz    | Paoletti Katania   |
| 4.      | Eczacıbaşı Stambuł |